# Mura (kommunhuvudort i Spanien, Katalonien, Província de Barcelona, lat 41,70, long 1,98)
Mura är en kommunhuvudort i Spanien.   Den ligger i provinsen Província de Barcelona och regionen Katalonien, i den östra delen av landet, 500 km öster om huvudstaden Madrid. Mura ligger 461 meter över havet och antalet invånare är 204.
Terrängen runt Mura är kuperad. Runt Mura är det tätbefolkat, med 331 invånare per kvadratkilometer. Närmaste större samhälle är Terrassa, 15,1 km söder om Mura. 